# Symplocos panamensis
Symplocos panamensis är en tvåhjärtbladig växtart som beskrevs av G. Mcpherson. Symplocos panamensis ingår i släktet Symplocos och familjen Symplocaceae. Inga underarter finns listade i Catalogue of Life.